# Роджер Істон
Ро́джер І́стон (англ. Roger Lee Easton Sr; 30 квітня 1921, Крафтсбері, Вермонт, США — 8 травня 2014, Гановер, Нью-Гемпшир, США) — американський винахідник і розробник GPS (разом з Айваном Геттінгом та Бредфордом Паркінсоном). Співробітник Дослідницької лабораторії Військово-морського флоту США (NRL) з 1943 до 1980 року. Член Американського філософського товариства (1998), нагороджений Національною медаллю технологій та інновацій (2004).

## Життєпис
Істон народився 30 квітня 1921 року в Крафтсбері (штат Вермонт), у сім'і лікаря Френка Б. Істона та шкільної вчительки Делли Доннокер.
Він вивчав фізику в Міддлберійському коледжі та закінчив його у 1943 році. Істонн також навчався в Мічиганському університеті протягом одного семестру, до того як влаштувався на роботу у 1943 році до Військово-морської дослідницької лабораторії. У Військово-морській дослідницькій лабораторії він працював у радіовідділі над радіолокаційними маяками та системами забезпечення сліпої посадки літаків. Істон також працював у ракетно-зондовому відділі лабораторії, що займався космічними дослідженнями.
У 1945 році женився, у сім'ї було п'ятеро дітей.
У 1955 році Істон став співавтором пропозиції проєкту «Vanguard» Військово-морської дослідницької лабораторії щодо програми запуску супутників США, яка конкурувала з двома іншими пропозиціями, включаючи пропозицію армії США, підготовлену Вернером фон Брауном. Адміністрація Ейзенхауера обрала проект «Vanguard». У 1957 році Істон винайшов систему стеження Minitrack для визначення орбіти супутника Венгард-1. Коли був запущений Супутник-1, Істон удосконалив систему, щоб можна було активно стежити за невідомими супутниками на орбіті.
У 1959 році він розробив систему космічного спостереження для ВМС (NAVSPASUR). Вона стала першою системою для виявлення та відстеження всіх типів об'єктів на орбіті Землі. Елементи системи були розташовані уздовж 33-ї паралелі, на території США від узбережжя до узбережжя.
Згодом, працюючи в NRL, Істон винайшов, запатентував (U.S. Patent 3 789 409) та очолив розробку основних технологій для реалізації Глобальної системи позиціонування (GPS) США. Протягом 1960-х та початку 1970-х років він розробив навігаційну систему з пасивним визначенням відстані через вимірювання часових інтервалів між сигналами від космічних високоточних годинників, розміщених на супутниках, що рухаються круговими орбітами. Ідею було перевірено на чотирьох експериментальних супутниках: TIMATION I та II (у 1967 та 1969 роках) та супутниках навігаційних технологій (Navigation Technology Satellites, NTS) 1 та 2 (у 1974 та 1977 роках). NTS-2 був першим супутником, який передавав сигнали GPS.
У 1980 році вийшов на пенсію і з дружиною перебрався у штат Нью-Гемпшир, де почав кар'єру на держслужбі, безуспішно балотувався на пост губернатора та три терміни був членом ради директорів Електричного кооперативу Нью-Гемпшира.
Роджер Істон помер 8 травня 2014 року у віці 93 років.

### Відзнаки та нагороди
- Нагорода ВМС за видатну цивільну службу[en] (1960)
- Премія полковника Томаса Л. Терлоу (англ. Colonel Thomas L. Thurlow Award) від Інституту навігації[en] (1978)
- Уведений до Зали слави GPS (1996)
- Магелланівська премія (1997)
- Національна медаль технологій та інновацій (2004)[12]
- Уведений до Національної зали слави винахідників (2010)[13]

Центр спостереження за космічним простором Військово-морського флоту заснував (1991) премію Роджера Л. Істона в галузі науки і техніки